# Spandex

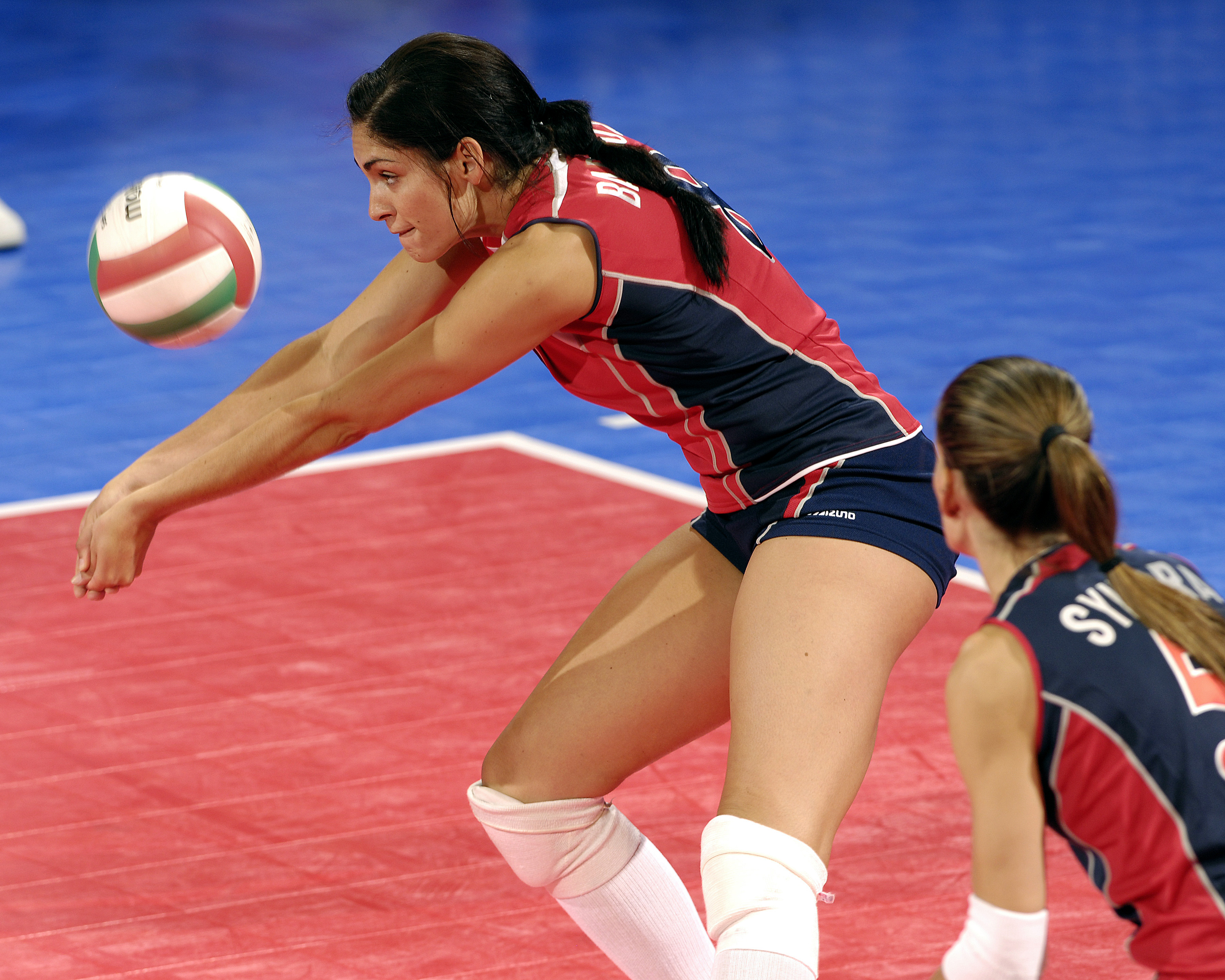
Jucatoarea de volei Cynthia Barboza purtând pantaloni scurți din spandex

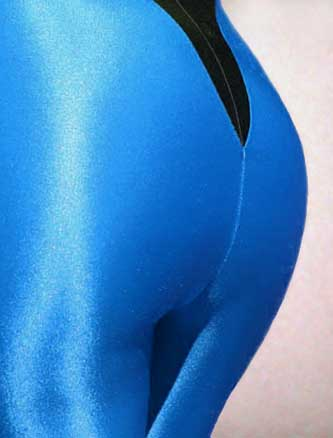
Pantaloni colanți confectionați din Spandex

Elastan sau spandex este o fibră sintetică cunoscută pentru elasticitatea mare, inventat în 1959 de chimistul Joseph Shivers, care a lucrat pentru compania DuPont.
Compania americană DuPont a brevetat invenția sa în 1959 și a dat numele de brand cunoscut ca LYCRA. Fibra de LYCRA este acum deținută de Invista. Nu un țesut ci fibrele care compun țesătura. Proprietățile sale sunt de a da elasticitate și de calitate mai mare decât alte materiale similare.
Când a fost introdus pentru prima dată, spandex-ul a revoluționat multe domenii ale industriei textile. Astăzi este folosit mai ales în ambitul sportiv datorită flexibilității și lejeritații sale; acesta este un polimer compus care conține cel puțin 85 % din poliuretan segmentat (spandex), obținându-se filamente continue ce pot fi multifilament sau monofilament.
Spandex este utilizat în combinație cu alte fibre pentru a face țesături pentru a produce lenjerie intimă, șosete pentru femei etc. De asemenea, prezentă în chiloți și ciorapi, precum și sport și costume de baie, și datorită proprietăților sale elastice oferă libertate de mișcare pentru sportivii care-l folosesc.

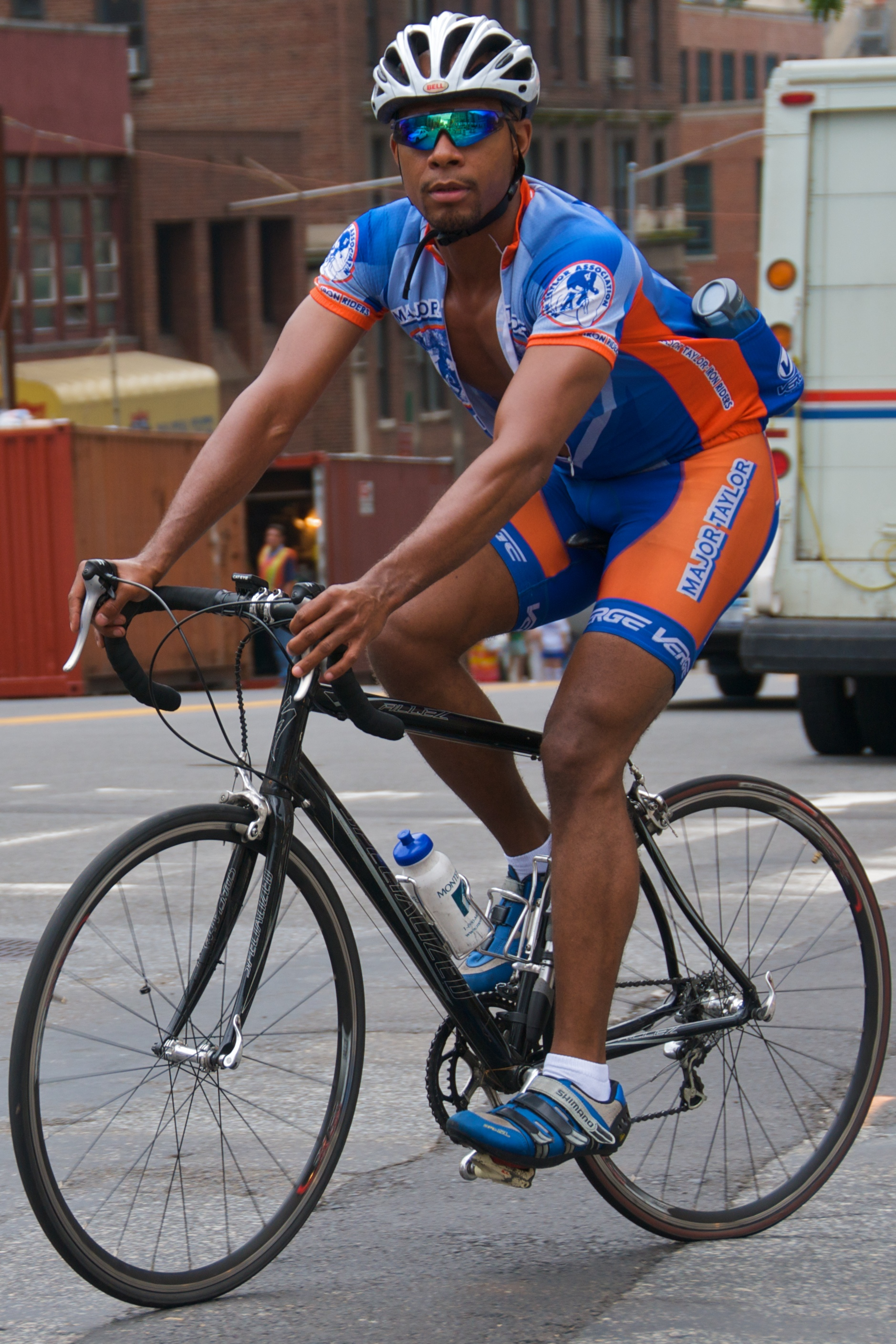
Ciclist purtând tricou și șort confecționate din spandex

## Principalele caracteristici
- Acesta poate fi extins până la 600%, fără să se rupă. Cr {{}}
- Se poate întinde de multe ori și va lua din nou forma sa originală.

- Se usucă rapid.